# 拉伊 (新罕布什爾州)
拉伊（英語：Rye）是一個位於美國新罕布什爾州羅京安縣的鎮。

## 人口
根據2020年美國人口普查的數據，拉伊的面積為95.20平方千米，當中陸地面積為32.70平方千米，而水域面積為62.50平方千米。當地共有人口5543人，而人口密度為每平方千米58人。